# Eiffel 65

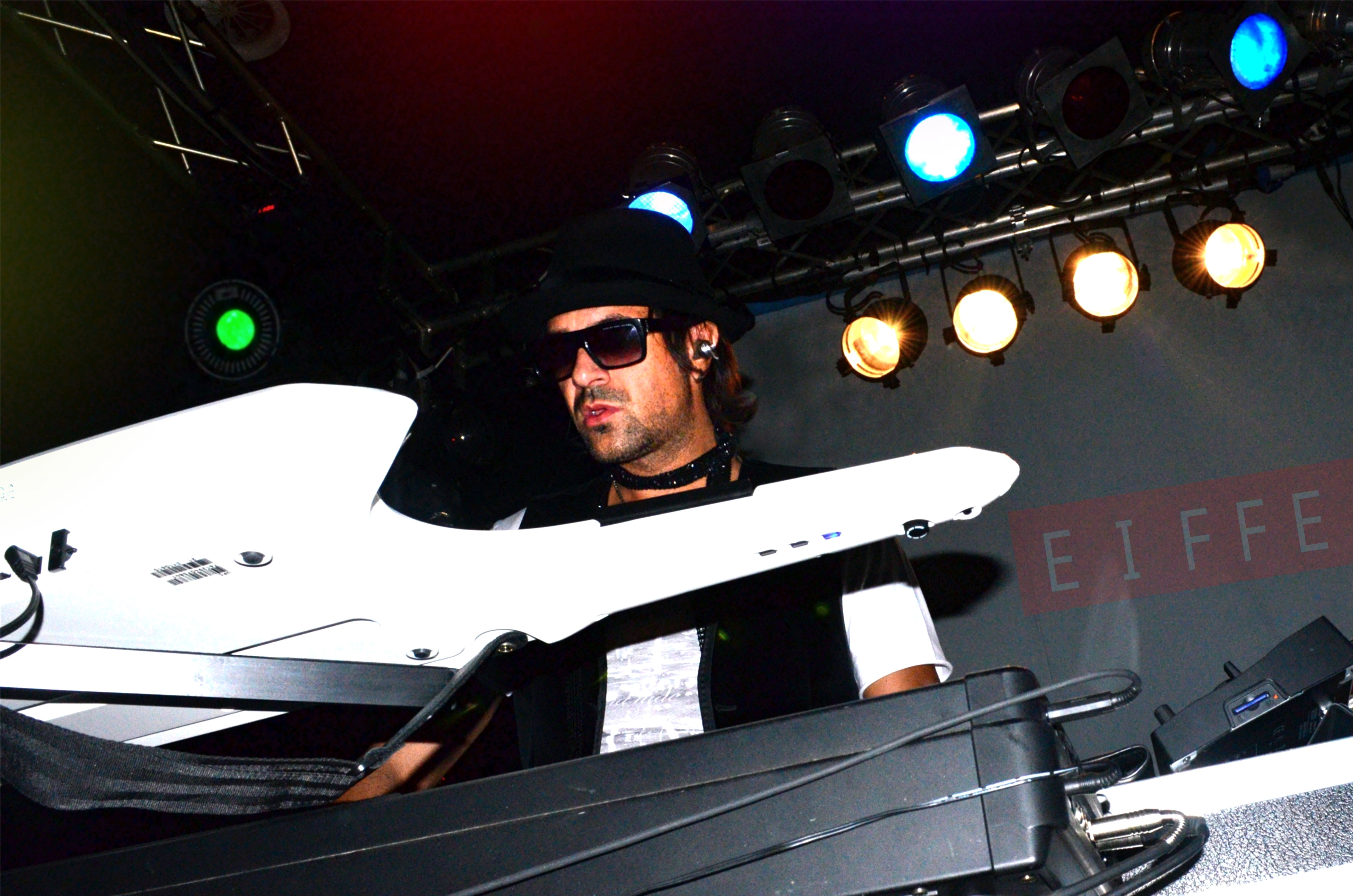
O tecladista Maury Lobina

Eiffel 65 é um grupo italiano de música electrónica Dance, formado por Jeffrey Jey, Maurizio Lobina e Gabry Ponte. A banda é mundialmente conhecida pelos seus singles "Blue (Da Ba Dee)" e "Move Your Body".

## Sobre

### Formação
Jey, Ponte e Lobina se conheceram na Bliss Corporation, uma gravadora fundada em 1992 por Massimo Gabutti. O nome da banda foi escolhido por um computador que escolheu o nome Eiffel aleatoriamente a partir de um grupo de palavras que os três haviam selecionado, mas o número 65 foi adicionado por engano, O produtor havia escrito um número de telefone em um pedaço de papel e dois dígitos dele estavam na cópia da etiqueta. O artista gráfico que o recebeu assumiu que o número havia sido adicionado posteriormente, então ele apenas o juntou com o nome da banda.

### Prêmios
Ao longo de sua carreira, o grupo ganhou varios prêmios incluindo, World Music Award em 2000 pelo World Best Selling Italian Group e o B.M.I EUA em Los Angeles, premiando a música mais transmitida no rádio nos Estados Unidos. Eles também foram indicados ao Grammy de Melhor Gravação de Music Dance pela música "Blue (Da Ba Dee)". O Europop foi coroado como o maior álbum dos anos 90 pelo Channel 4.

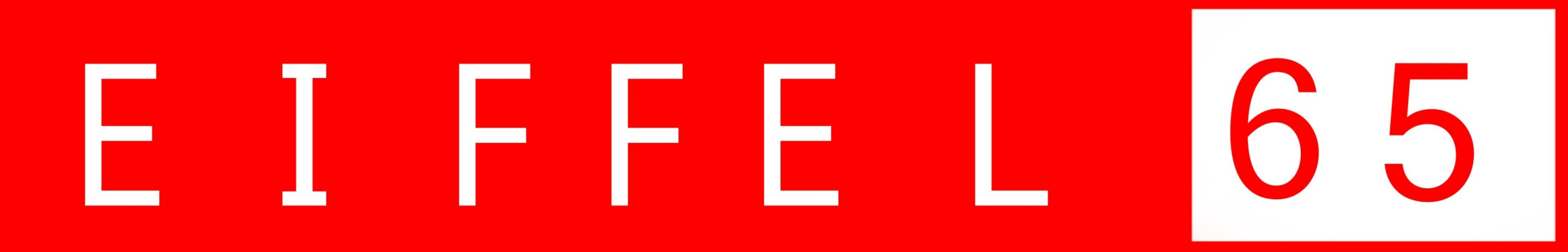
Logotipo oficial da banda

### Fim e Ressurgimento

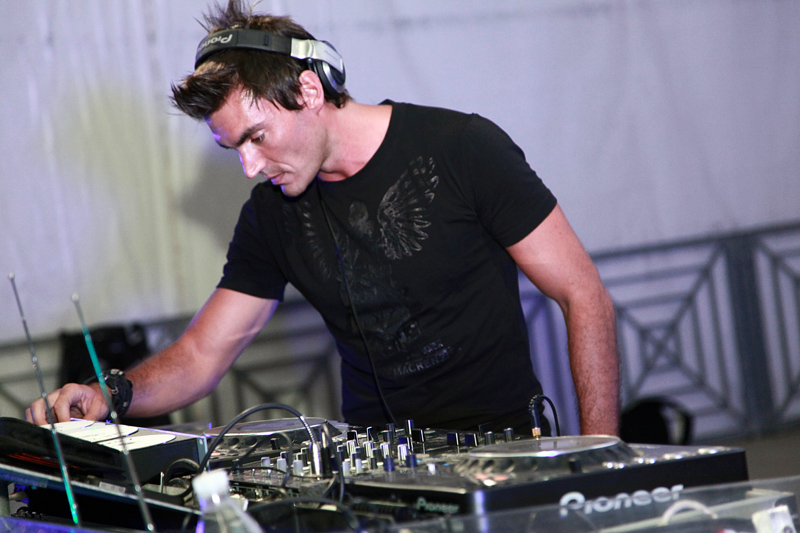
O DJ Gabry Ponte

Em 2005, o DJ do grupo, Gabry Ponte deixou o grupo, continuando a usar o nome "Eiffel 65", que era uma propriedade da Bliss Corporation, os membros restantes adotaram o nome Bliss 06. Em 2010, com o regresso de Gabry Ponte ao grupo, os Eiffel 65 voltaram a atuar sob esse mesmo nome. Em 2016, lançaram os seus primeiros singles em 12 anos: "Panico" (em italiano) e a respetiva versão em inglês, "Critical".

## Discografia

### Álbuns
- Europop (1999)
- Contact! (2001)
- Eiffel 65 (2003)
- Crash Test 01 (2006) (Como "Bloom 06")
- Crash Test 02 (2008) (Como "Bloom 06")

### Singles
- "Blue (Da Ba Dee)" (1999)
- "Episode I"
- "Move Your Body" (2000)
- "Too Much of Heaven" (2000)
- "My Console"
- "One Goal"
- "Episode II"
- "Back In Time"
- "Lucky (In My Life)"
- "80's Stars"
- "Losing You"
- "Cosa Resterà (In A Song)"
- "Quelli Che Non Hanno Età"
- "Viaggia Insieme A Me"
- "Viaggia Insieme A Me RMX"
- "Una Notte E Forse Mai Più"
- "Voglia Di Dance All Night"
- "Panico"

### Remix
- Kim Lukas : All I Really Want
- Simon Jay : Paradise
- Bloodhound Gang : The Bad Touch
- Lutricia Mc Neal : Fly Away
- Ann Lee : Ring my Bell
- Regina : You & Me
- Andreas Johnson : Glorious
- Jane Birkin: Je T'Aime Moi Non Plus
- 883 : La Regina Del Celebrita
- Alphaville : Big in Japan
- 883 : Viaggio Al Centro Del Mondo
- S Club 7 : Reach
- Alex Party : U Gotta Be
- Kool & the Gang : Get Down on It
- Anna Vissi : Everything I Am
- Unique II : Forever
- Jean Michel Jarre : Tout Est Bleu
- Love Inc. : Here Come The Sunshine
- Gala : Everyone Has Inside
- Supereva : I'M Thinkin Of You
- Peach : Anywhere
- Aqua : Freaky Friday
- Toni Braxton : Spanish Guitar
- Piero Pelù : Toro Loco
- Nek : La Vita'E
- Lilu : Little Girl
- Laura Pausini : Il Mio Sbaglio Piu Grande
- Dc2000 : One More Time
- Dc2000 : Dreamin'(Don'T Worry 2 Much)
- Alexia : Crazy For You
- Paps'N'Skar : Turn Around
- Dr Macdoo : Macahula Dance
- Ana Bettz : Black & White
- Vasco Rossi : Ti Prendo E Di Porte Via
- Milky Way : Sky And Star
- Alicia : Open Your Eyes
- Mod Hit - Yo Tengo Yerba Buena